# Lone Ranger (DJ)

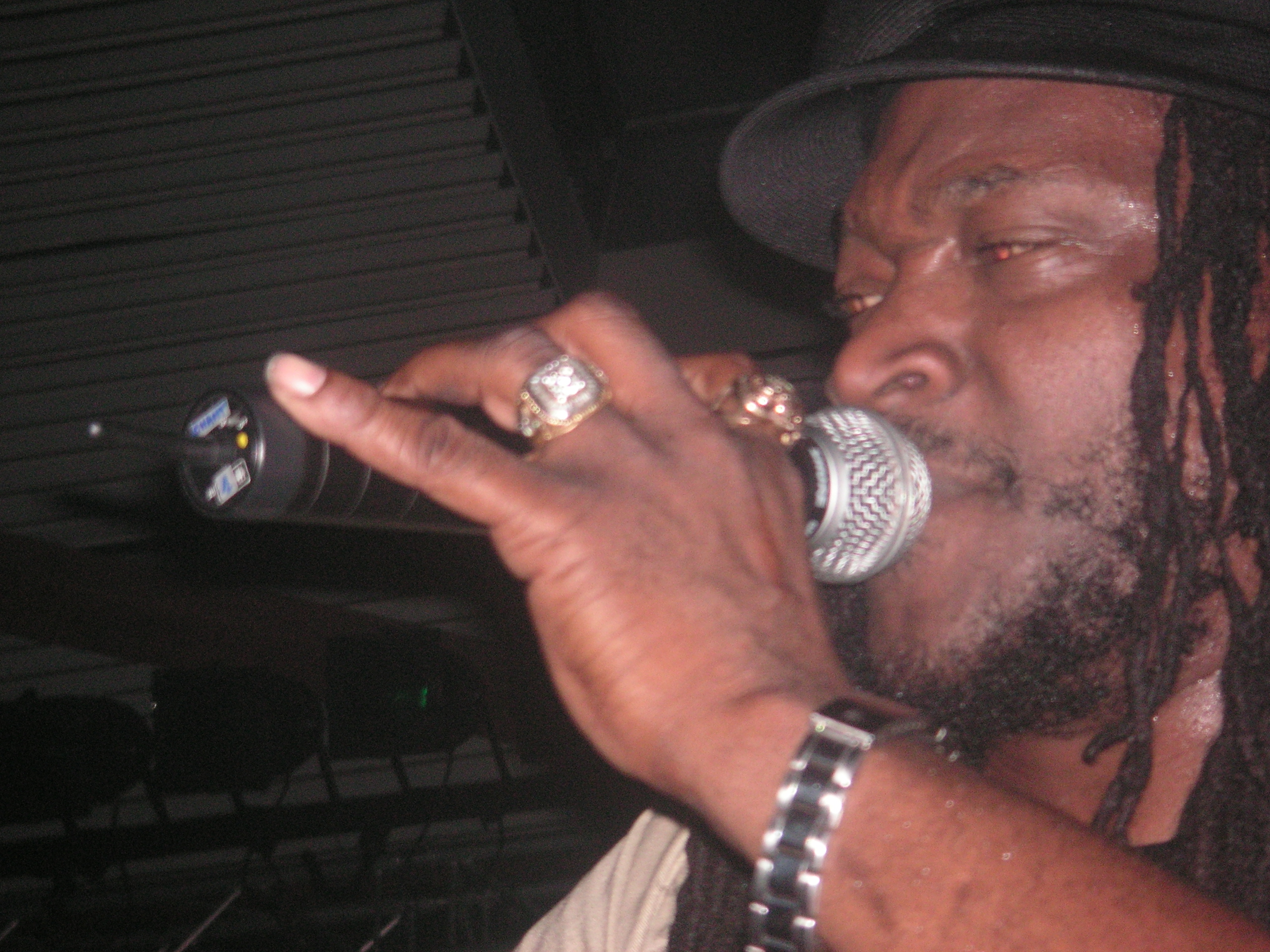
Lone Ranger, 2006

Lone Ranger (* vor 1960 in Kingston/Jamaika; gebürtig Anthony Waldron) ist ein Reggae-Deejay. Seine größten Erfolge hatte er Anfang der 1980er, ist aber immer noch als Entertainer aktiv. Seinen Künstlernamen entlehnte er dem Lone Ranger der gleichnamigen US-amerikanischen Radio- und Fernsehserie von Fran Striker.

## Leben
Lone Ranger wurde Ende der 1950er Jahre in Kingston geboren und emigrierte Mitte der 1960er nach Großbritannien. 1971 kam wieder nach Jamaika zurück. Seine ersten Deejay-Erfahrungen sammelte er 1974. Zwischen 1976 und 1979 war er für das Soundsystem Soul To Soul aktiv, ab 1980 für Virgo Hi Fi Sound.
Seine erste Aufnahmen entstanden 1979 für Clement „Coxsone“ Dodd, darunter The Answer auf dem Never Let Go-Riddim von Slim Smith. Der Song wurde so populär, dass der Riddim in der Folgezeit nur noch Answer genannt wurde. Zu dieser Zeit begann der immer noch anhaltende Boom, alte Riddims zu nehmen und sie mit neuen Vokalaufnahmen wieder aufzulegen, so dass sich die Aufnahmen für Coxsone wie ein Who Is Who der klassischen Riddims anhören.
Der endgültige Durchbruch kam 1980 mit dem Produzenten Alvin Ranglin und dem Hit Barnabas Collins, einer humorvollen Vampirgeschichte. Das Lied zog eine Reihe von Antworten hinterher, u. a. Me Kill Barnie von Yellowman. In der Folgezeit spielte Lone Ranger weitere Alben ein, u. a. für die Labels Channel One und Techniques.
Hi Ho Silver Away erschien 1981 bei dem Londoner Label Greensleeves und machte Lone Ranger auch in Europa bekannt. Nach einem schwächeren zweiten Album für Winston Rileys Techniques-Label namens DJ Daddy aus dem Jahr 1984 wurde es ruhiger um Lone Ranger – die Konkurrenz durch andere, neuere DJs wie Yellowman, Toyan, Josey Wales und Charlie Chaplin war zu groß.
Als lebende Legende tourt Lone Ranger immer noch durch die Welt, veröffentlicht vereinzelt noch CDs und nimmt vor allem Dubplates für Soundsystems auf.

## Stil
Charakteristisch für seinen Sprechgesang sind die eingestreuten, geschrienen Bim!s, Oink!s und Ribbit!s, was in der Folgezeit von vielen Deejays kopiert wurde.

## Diskografie
- On The Other Side Of Dub (1979; Studio One; LP), fünf Vokalstücke mit den dazugehörigen Dubs, 1991 von Heartbeat mit einer Neuaufnahme von Barnabas Collins plus Dub wiederveröffentlicht
- Barnabas In Collins Wood (1980; Thrill Seekers; LP)
- M-16 (1980; J&L; LP)
- Rosemarie (1981; Techniques; LP)
- Hi Ho Silver Away (1981; Greensleeves; LP)
- Badda Dan Dem (1982; Studio One; LP)
- DJ Daddy (1984; Techniques; LP)
- Learn To Drive (1985; Bebo’s Music; LP)
- Collections (1994; Grapevine/RAS; CD), Übersicht der Studio One Produktionen, teilweise neu eingespielt
- Top of the class (2002; Studio One; LP)
- Grant Phabao Presents The Lone Ranger – Sweet Talking (2010; Paris DJs; digital)
- Lone Ranger & Carlton Livingston vs Tandaro – Dancehall vibe (EP 2017 Caribic Night Records/VPAL Music)